# Ângulo mágico
O ângulo mágico é um ângulo definido precisamente, cujo valor é de aproximadamente 54.7356°. O ângulo mágico é uma raiz de um polinômio de Legendre de segunda ordem, P2(cos θ) = 0, e, portanto, qualquer interação que depende deste polinômio de Legendre de segunda ordem zera no ângulo mágico. Esta propriedade faz com que o ângulo mágico seja particularmente importante em espectroscopia RMN de estado sólido com giro no ângulo mágico. No imageamento por ressonância magnética, estruturas com colágeno ordenado, tais como tendões e ligamentos, orientados no ângulo mágico podem aparecer hiperintensos em algumas sequências, o que é chamado de artefato ou efeito do ângulo mágico.
Na física, o ângulo mágico é um grafeno de três camadas torcidas de material que exibe supercondutividade em campos magnéticos altos de até 10 Tesla, que é três vezes maior do que o material previsto para suportar se fosse um supercondutor convencional. O ângulo mágico também é um artefato de ressonância magnética que ocorre em sequências com um TE curto (menos de 32 ms; sequências T1W, sequências PD e sequências de eco gradiente). Está confinado a regiões de colágeno fortemente ligado a 54,74 ° do campo magnético principal (B0) e parece hiperintenso, sendo, portanto, potencialmente confundido com tendinopatia.

## Definição matemática
O ângulo mágico θm é
{\displaystyle \theta _{\mathrm {m} }=\arccos {\frac {1}{\sqrt {3}}}=\arctan {\sqrt {2}}\approx 0.955\,32\ {\text{rad}}\approx 54.7^{\circ }\!,}

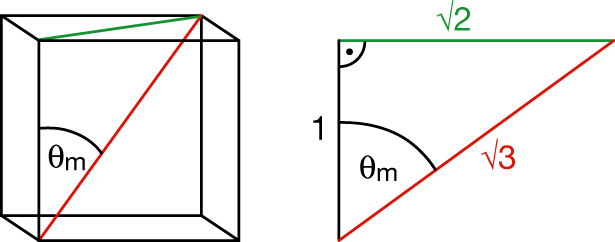
Ângulo mágico

em que arccos e arctan são as funções inversas do cosseno e da tangente, respectivamente. (sequência A195696 na OEIS)
O ângulo θm é o ângulo entre a diagonal espacial de um cubo e qualquer uma das três arestas a ela conectadas, conforme a imagem.
O ângulo mágico θ também é a metade do ângulo de abertura formado quando um cubo é rotacionado em torno de sua diagonal espacial, que pode ser representado como o {\displaystyle \arccos -{\frac {1}{3}}} ou {\displaystyle 2\arctan {\sqrt {2}}} radianos ou, aproximadamente, 109.4712°. Este ângulo mágico dobrado está diretamente relacionado à geometria molecular tetraédrica e é o ângulo de um vértice ao centro exato do tetraedro (isto é, o ângulo da aresta central, também conhecido como o ângulo tetraédrico).

## Ângulo mágico e ressonância magnética nuclear

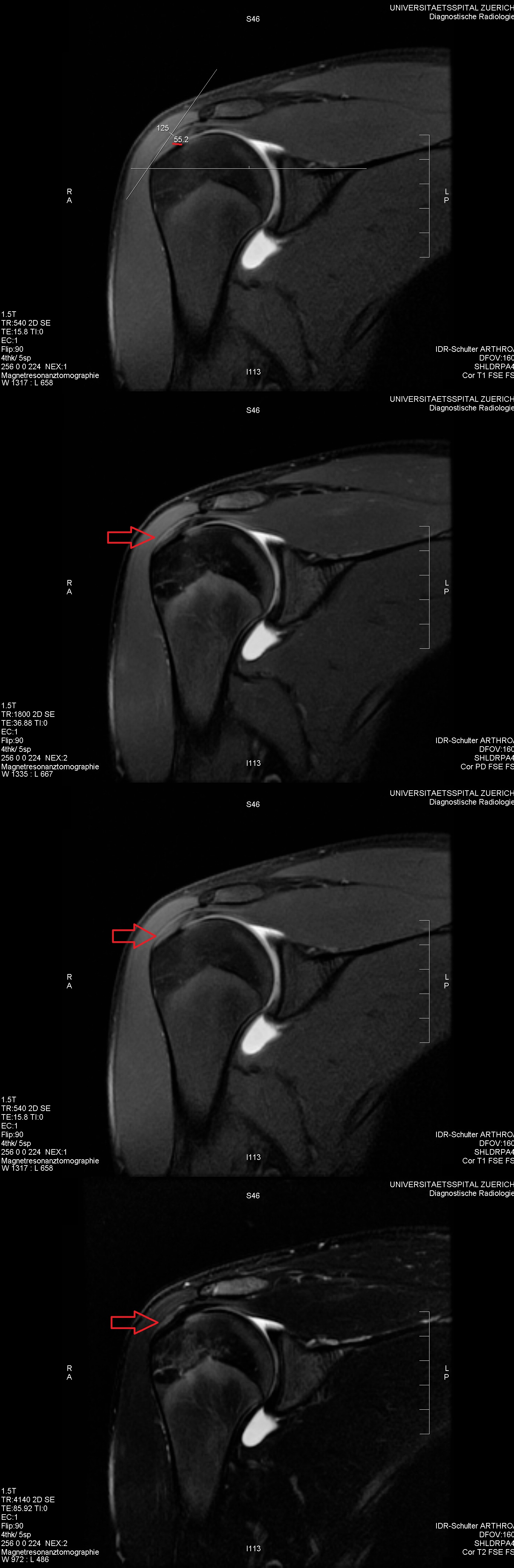
O ângulo mágico visto em uma ressonância magnética do ombro.

Em espectroscopia por ressonância magnética nuclear (RMN), três interações magnéticas nucleares  proeminentes, o acoplamento dipolar, a mudança química de anisotropia (CSA) e o acoplamento quadrupolar de primeira ordem, dependem da orientação do tensor de interação com o campo magnético externo.
Girando a amostra em torno de um dado eixo, a dependência angular média torna-se:
{\displaystyle \left\langle 3\cos ^{2}\theta -1\right\rangle =\left(3\cos ^{2}\theta _{\mathrm {r} }-1\right)\left(3\cos ^{2}\beta -1\right)\!,}
em que θ é o ângulo entre o eixo principal da interação e o campo magnético, θr é o ângulo do eixo de rotação em relação ao campo magnético e β é o (arbitrário) ângulo entre o eixo de rotação e o eixo principal da interação.
Para acoplamentos dipolares, o eixo principal corresponde ao vetor internuclear entre os giros acoplados; para o CSA, ele corresponde à direção com a maior deshielding; para o acoplamento quadrupolar, ele corresponde ao eixo z do tensor gradiente do campo elétrico.
O ângulo β não pode ser manipulado, já que ele depende da orientação da interação relativamente ao quadro molecular e da orientação da molécula em relação ao campo externo. O ângulo θr, no entanto, pode ser decidido pelo experimentador. Se for definido θr = θm ≈ 54.7°, então a média da dependência angular vai para zero. Giro no ângulo mágico é uma técnica em espectroscopia RMN de estado sólido, que utiliza este princípio para remover ou reduzir a influência de interações anisotrópicas, aumentando, assim, a resolução espectral.
Para uma interação independente de tempo, isto é, acoplamentos dipolares heteronucleares, CSA e acoplamentos quadrupolares de primeira ordem, o componente anisotrópico é muito reduzido e quase suprimido no limite de rápido giro, isto é, quando a frequência de giro é maior do que a largura da interação.
A média só é próxima de zero em um tratamento de teoria de perturbação de primeira ordem; termos de ordem superior fazem com que as frequências permitidas em múltiplos da frequência de giro apareçam, criando bandas laterais de giro no espectro.
As interações dependentes do tempo, como acoplamentos dipolares homonucleares, oferecem maior dificuldade para o cálculo da média para os seus valores isotrópicos por giro no ângulo mágico; uma rede de giros fortemente acoplados produzirá uma mistura de estados de giro durante o curso da rotação da amostra, interferindo com o cálculo da média.

## Aplicação ao imageamento médico: o artefato do ângulo mágico
O artefato do ângulo mágico refere-se ao aumento do sinal em sequências com tempo de eco (TE) curto (por exemplo, T1 ou sequências de eco de giro PD) em imagens de RM vistas em tecidos com fibras de colágeno bem ordenadas em uma direção (por exemplo, tendão ou cartilagem hialina articular). Este artefato ocorre quando o ângulo que tais fibras fazem com o campo magnético é igual a θm.
Exemplo: Este artefato entra em jogo quando se avaliam os tendões do manguito rotador do ombro. O efeito do ângulo mágico pode criar uma aparência de tendinite supraespinhal.